# تسلسل هروب

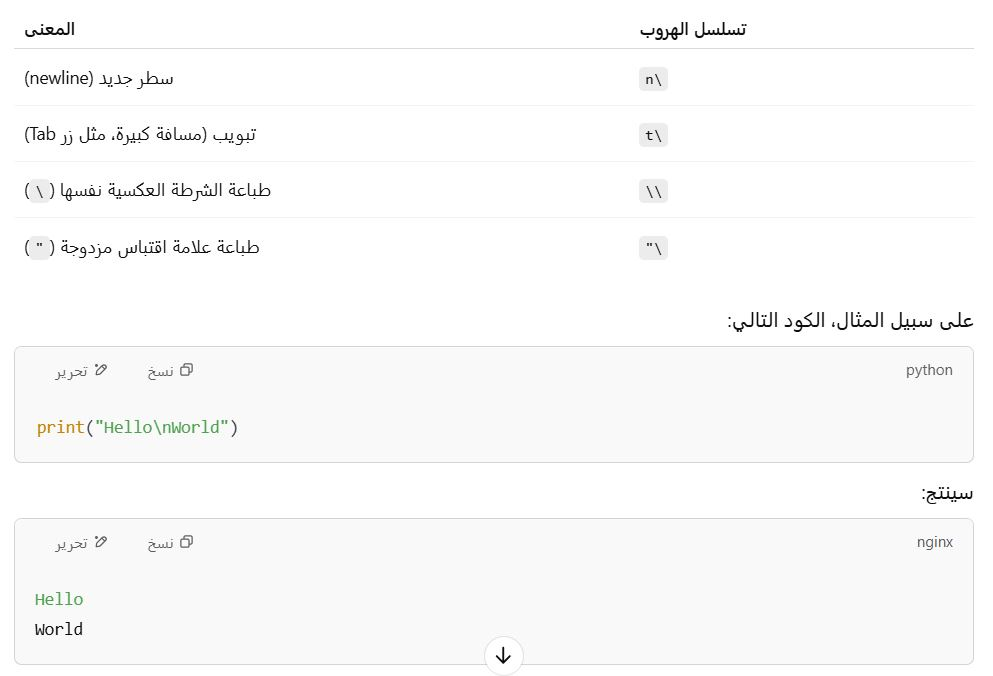
أمثلة على تسلسل الهروب

تسلسل الهروب (بالإنجليزية: Escape Sequence)‏ في علم الحاسوب هو تركيبة محرفية تتكون من خط مائل عكسي (\) يليه حرف أو مجموعة من الأرقام؛ وذلك بهدف تمثيل الأحرف التي لا يمكن استخدامها عادةً باستخدام لوحة المفاتيح، علمًا بأن بعض أحرف تسلسل الهروب جزء من مجموعة أحرف أسكي، بينما لا يشملها البعض الآخر.

## لغات برمجة داعمة
تدعم معظم لغات البرمجة بعض أشكال تسلسلات الهروب، ولكن قد تختلف الصياغة المحددة والتسلسلات المتاحة باختلاف اللغة.
- سي
- سي++
- بايثون
- جافا

## أمثلة شائعة
يحتوي الجدول التالي على أمثلة شائعة لتسلسلات الهروب:
| تسلسل الهروب | السمة التي يمثلها          |
| ------------ | -------------------------- |
| a\           | التنبيه                    |
| b\           | مفتاح الإرجاع              |
| f\           | تغذية النموذج (صفحة جديدة) |
| n\           | سطر جديد                   |
| r\           | إرجاع الحامل               |
| t\           | مسافة الجدولة الأفقية      |
| v\           | مسافة الجدولة الرأسية      |
| '\           | علامة تنصيص مفردة          |
| "\           | علامة تنصيص مزدوجة         |
| ?\           | علامة استفهام              |
| \\           | مائلة معاكسة               |